# Убийца (фильм, 2023)
«Убийца» (англ. The Killer) — американский художественный фильм в жанре триллера режиссёра Дэвида Финчера, снятый по одноимённой серии комиксов французского автора Алексиса Нолена. Главную роль в фильме сыграл Майкл Фассбендер. Премьера состоялась на 80-м Венецианском кинофестивале 3 сентября 2023 года, а 10 ноября того же года картина вышла на Netflix. Она получила высокие оценки критиков благодаря режиссуре Финчера, сценарию и игре Фассбендера.

## Сюжет
Главный герой — киллер, который старается неукоснительно следовать рационально-нигилистической философии. В течение всего фильма звучит его внутренний монолог, повторяющий одни и те же правила: «придерживайся плана», «прогнозируй, а не импровизируй», «никому не верь», «ввязывайся в ту схватку, за которую платят», «не уступай преимущества», «не допускай сочувствия», «спрашивай себя: „А мне что с этого?“». В Париже киллер пять суток дожидается своей цели в доме напротив. В нужный момент он промахивается, но ему удаётся покинуть место преступления.
Сообщив куратору о провале, убийца улетает в Санто-Доминго. Добравшись до своего загородного дома, он видит разгром и следы крови, а потом находит свою подругу Магдалу в больнице: на неё напали и подвергли пыткам. Убийца понимает, что это последствия его провала, и клянётся брату Магдалы, что такое не повторится. Он находит таксиста, который привёз мучителей, и узнаёт всё об их внешности и маршруте. Затем убийца прилетает в Новый Орлеан и проникает в офис своего куратора, адвоката Ходжеса. Тот отказывается выдать заказчика и исполнителей, говоря, что всё случившееся — «автоматические последствия». Убийца пробивает адвокату лёгкие при помощи строительного пистолета, но тот всё равно отказывается выдать свой тайный архив. Секретарь Ходжеса Долорес предоставляет все данные в обмен на обещание, что убийца не будет на этот раз заметать следы (её детям понадобятся страховые выплаты).
Киллер находит в картотеке нужные сведения и убивает Долорес, внезапно сломав ей шею. Он едет во Флориду, где убивает одного из напавших на Магдалу, а его дом поджигает с помощью «коктейля Молотова». Затем главный герой прилетает в Нью-Йорк. Он выслеживает второго участника нападения, женщину, и садится за её столик в ресторане. Та сразу понимает, в чём дело. Она заказывает и пьёт алкоголь, рассказывая при этом, что «слишком долго всё шло хорошо», и что убийца действует слишком опрометчиво. Убийца говорит, что «просто хотел пообщаться», и присоединяется к последнему ужину, выпив стопку виски. Он выводит женщину из ресторана и убивает её выстрелом в голову.
Из Нью-Йорка герой летит в Чикаго и ночью проникает в дом заказчика, Клейборна. Тот сначала принимает убийцу за грабителя. Поняв, в чём дело, он рассказывает, что никогда прежде не занимался делами, связанными с заказными убийствами: адвокат предложил ему «зачистить концы, как поступают в таких случаях», и он согласился, а теперь не имеет никаких претензий. Киллер говорит, что, если возникнут проблемы, он организует для Клейборна мучительную смерть, и уходит.
В финале герой возвращается домой, в Доминикану. Он признаёт, что, несмотря на соблюдение правил и многолетнюю работу над собой, он не стал «элитным меньшинством» и остаётся «одним из многих».

## В ролях
- Майкл Фассбендер — Киллер, профессиональный убийца
- Тильда Суинтон — Эксперт, убийца, живущая в Нью-Йорке
- Чарльз Парнелл[англ.]— адвокат Ходжес, куратор Киллера
- Керри О’Мэлли — Долорес, офисный администратор, работающая на Ходжеса
- Арлисс Ховард — Клейборн, клиент, бизнесмен-миллиардер
- Сала Бейкер — Брут, убийца, живущий во Флориде
- Габриэль Поланко — Лео, таксист
- Софи Шарлотт — Магдала, девушка Киллера
- Эмилиано Перния — Маркус, брат Магдалы
- Джек Кеси — Продавец

## Производство и релиз
Работа над проектом началась в 2021 году. Сценарий написал Эндрю Кевин Уокер, оператором стал Эрик Мессершмидт. Главные роли в картине сыграют Майкл Фассбендер и Тильда Суинтон. Съёмки начались в ноябре 2021 года в Париже, позже проходили в Доминиканской республике, в Новом Орлеане и в Иллинойсе. Они закончились 28 марта 2022 года. Музыку для фильма написали Трент Резнор и Аттикус Росс. В саундтрек вошли песни английской рок-группы The Smiths.
Премьера «Убийцы» состоялась 3 сентября 2023 года на 80-м Венецианском кинофестивале, в рамках основной программы. 10 ноября того же года картина появилась на Netflix.

## Оценки
На сайте-агрегаторе отзывов Rotten Tomatoes «Убийца» получил рейтинг 85 % со средней оценкой 7,4/10. Рецензенты с этого ресурса охарактеризовали картину как «стильный и увлекательный триллер» с идеальным выбором актёра на главную роль.. На сайте Metacritic «Убийца» получил 73 балла из 100, что означает «в целом благоприятные» отзывы.
Обозреватель The Guardian Питер Брэдшоу назвал фильм «ужасно захватывающим самурайским процедуралом», «увлекательно абсурдным», но «очень приятным» благодаря «чистой убеждённости и невозмутимости». По мнению Райана Латтанцио из IndieWire, «Убийца» «одновременно предсказуем в своей простоте и странно дерзок в силу этого». Стефани Захарек из журнала Time высоко оценила подход Финчера к жанру триллера о наёмном убийце, отметив, что жанровые рамки здесь заметно расширяются. Манола Даргис из The New York Times осталась, по её словам, равнодушна к главному герою и сюжету, но её всё же впечатлили режиссура и игра Фассбендера. Многие критики сравнивали «Убийцу» с «Самураем» Мельвиля.
Станислав Зельвенский из «Афиша Daily» охарактеризовал «Убийцу» как «не самый значительный фильм» Финчера, «но элегантный, как гоночный автомобиль, и соблазнительно аморальный». Для Ярослава Забалуева («Лента.ру») это «стильный и остроумный триллер» с заметными элементами пародии: в нём «много юмористического, но мало напрямую смешного». «Безупречный ритм здесь, разумеется, важнее грошовой фабулы», — констатирует критик.